# Mitsuko Horie
Mitsuko Horie (jap. 堀江 美都子 Horie Mitsuko; ur. 8 marca 1957) – japońska aktorka głosowa oraz piosenkarka. Wykonawczyni piosenek tytułowych do anime.

## Wybrana filmografia

### Głosy
- 1981: Dr. Slump
- 1985: Mała księżniczka jako Donald Carmichael
- 1986: Pollyanna jako Pollyanna
- 1987: Baśnie braci Grimm
- 1988: Mały lord jako Cokie
- 1990: Tajemniczy opiekun jako Judy Abbott
- 1996: Sailor Moon Sailor Stars jako Sailor Galaxia

### Muzyka tytułowa w anime
- 1970: Syrenka Mako
- 1971: Jaskiniowy chłopiec
  - Ending: Ran no Uta
- 1973: Zielone żabki
- 1975: Sindbad:
  - Sindbad no Bōken (jap. シンドバットのぼうけん)
  - Sindbad no Uta (jap. シンドバットのうた)
- 1976: Candy Candy
- 1976: Huckleberry Finn
  - Opening: Hora Huckleberry Finn (ほらハックルベリィ・フィン) (razem z Korogi '73)
  - Ending: Kawa no Uta (河のうた) (razem z Korogi '73)
- 1978: Magiczne igraszki
  - Opening: Majokko Tickle
  - Ending: Tickle and Tiko's Cha-cha-cha
- 1981: Hallo Sandybell
- 1992: Opiekuńczy duszek (ending)